# Sneeuwsonde

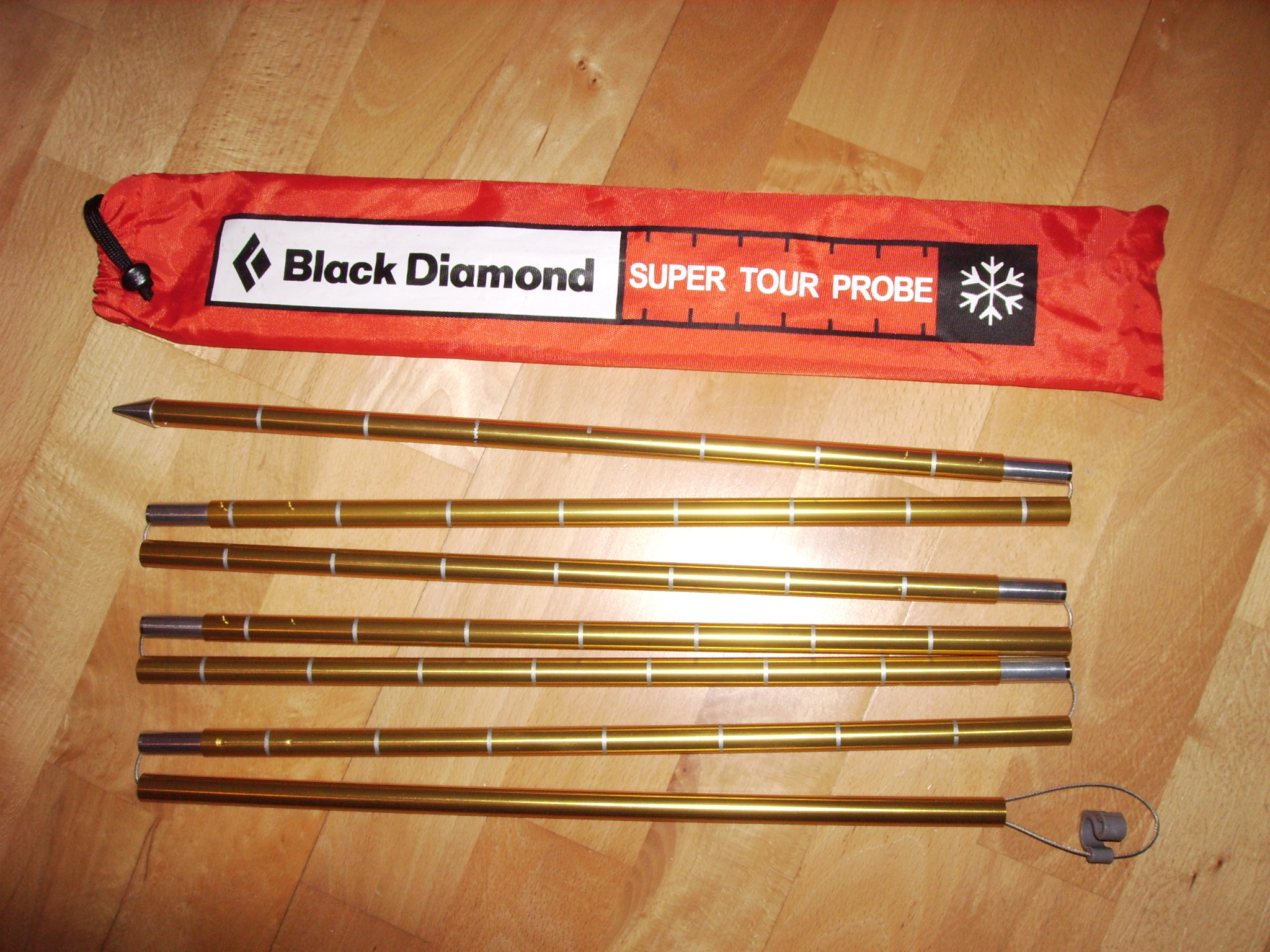
Sneeuwsonde

Een sneeuwsonde of lawinesonde is een lange, dunne metalen stang die door tourskiërs, freeriders en andere wintersporters buiten de gezekerde skipisten wordt meegedragen, samen met de sneeuwschep en lawinepiep, als basisveiligheidsuitrusting.
De sneeuwsonde wordt gebruikt om een lawineslachtoffer die onder het sneeuwdek bedolven is te lokaliseren alvorens het slachtoffer uitgegraven wordt. De sonde wordt gebruikt om te peilen waar en hoe diep een bedolven slachtoffer precies ligt, iets wat met de lawinepiep niet mogelijk is.